# Броштень (Дрегушень, Сучава)
Броштень, Броштені (рум. Broșteni) — село у повіті Сучава в Румунії. Входить до складу комуни Дрегушень.
Село розташоване на відстані 320 км на північ від Бухареста, 44 км на південний схід від Сучави, 79 км на захід від Ясс.

## Населення
За даними перепису населення 2002 року у селі проживали 416 осіб, з них 415 осіб (99,8%) румунів. Усі жителі села рідною мовою назвали румунську.